# Дебар (община)
Община Дебар (мак. Општина Дебар) — община у Північній Македонії. Адміністративний центр — місто Дебар. Розташована на заході Македонії, Південно-Західний статистично-економічний регіон, з населенням 19 542 мешканців, які проживають на площі — 145,67 км². Найзахідніша точка країни із переважно албанським етнічним складом.